# Antoine Dieu
Antoine Dieu  est un peintre, dessinateur et marchand de tableaux, né à Paris vers 1662 et mort à Paris le 12 avril 1727.

## Biographie
Antoine Dieu est le fils d'Édouard Dieu (†1703), maître graveur à Paris, et de Marie Petit-Jean. Il est le frère de Jean Dieu (vers 1658-1714), Jean-Baptiste Dieu, graveurs, Étienne Dieu (1676- ), et Marianne Dieu.
Élève de Charles Le Brun, Antoine Dieu obtient un premier prix de Rome en peinture en 1686, sur le thème Entrée de Noé, de sa famille et des animaux dans l'arche (disparu).
Il séjourne à Rome à la villa Médicis de 1686 à 1691.

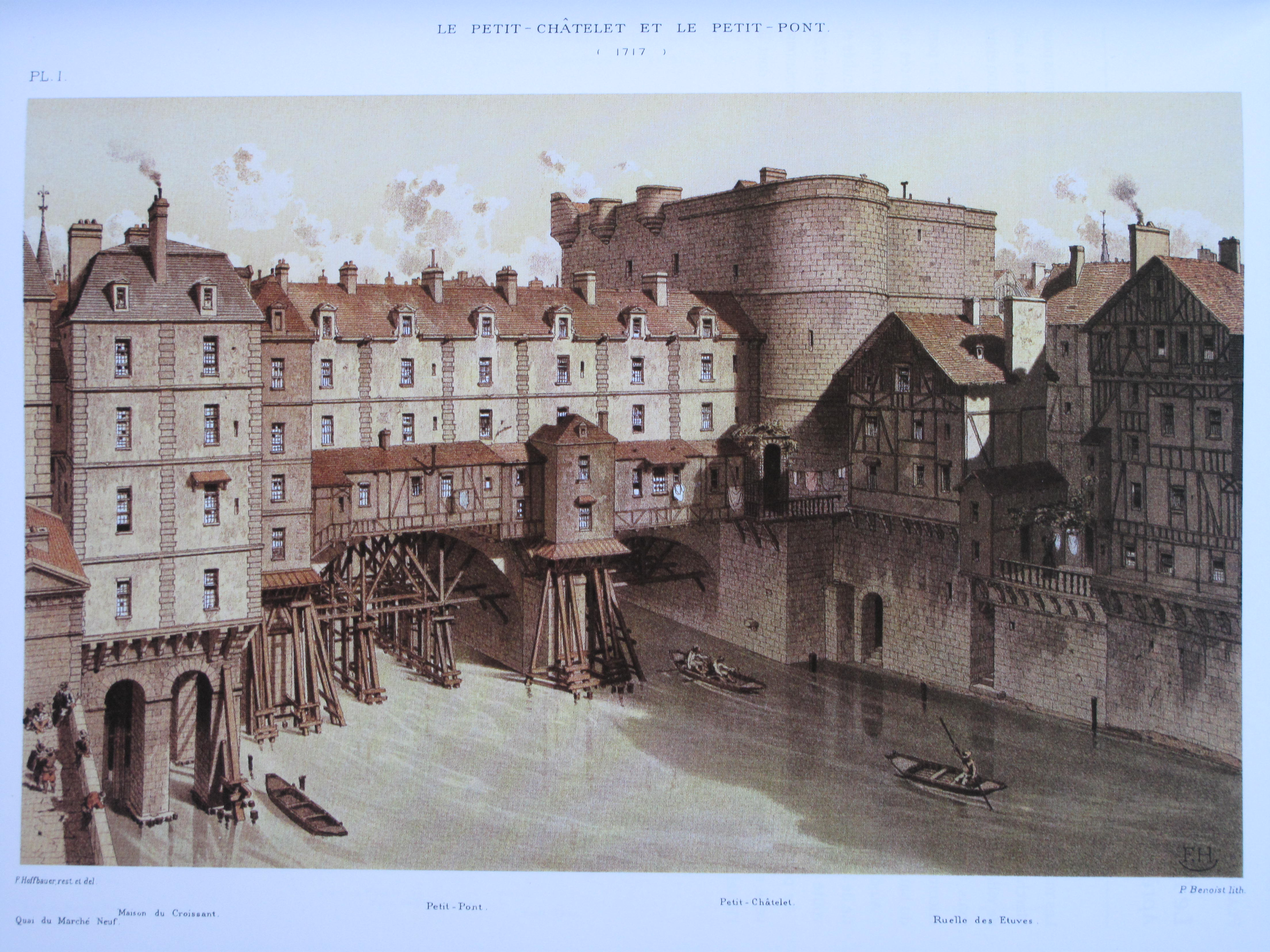
Théodor Hoffbauer, Le Petit-Châtelet et le Petit-Pont, 1717, reconstitution de 1885.
Le Petit-Pont est aperçu du côté aval depuis le quai du Marché-Neuf. L'enseigne du Grand Monarque était situé à l'extrémité septentrional (à gauche), côté amont.

Le 6 février 1698 Antoine Dieu épouse à Paris Marie Lefebvre, veuve — avec deux enfants mineurs — de Jean de la Porte († 1697), maître peintre et marchand de tableaux. Elle est la fille de Toussaint Lefebvre, maître peintre et marchand en taille douce, établi sur le Petit-Pont, à côté du Petit Châtelet, et de Léonarde de Vic, son épouse. En 1683, Marie Lefebvre s'était établie avec son premier époux à proximité de la maison paternelle sur le Petit-Pont dans une maison « joignant l'Hôtel Dieu », à l'enseigne du Grand Monarque à laquelle le couple avait joint, en 1692, la boutique mitoyenne, à l'enseigne du Soleil d'or. 
Dès son mariage, Antoine Dieu reprend les deux boutiques du Petit-Pont apportées par sa femme, les 7e et 8e du côté amont, et mène désormais de front une double carrière de peintre et de marchand et ce jusqu'en 1718, année au cours de laquelle Antoine de la Porte (né en 1693), fils du premier lit de Marie Lefebvre atteint sa majorité. Cette même année, Dieu vend le fonds de marchandise et la maison du Grand Monarque au jeune Edme-François Gersaint, graveur âgé de 24 ans, règle et liquide la succession de Jean de la Porte et se retire définitivement du commerce pour se consacrer au dessin et à la peinture. Quinze jours après leur installation, Gersaint et son épouse perdent leur logement et leur boutique dans l'incendie spectaculaire qui ravage toutes les maisons du Petit-Pont dans la nuit du 27 au 28 avril 1718. Six mois plus tard, ils s'installent sur le Pont Notre-Dame en conservant l'enseigne du Grand Monarque.
Antoine Dieu demeure en 1718 en l'île du Palais (de la Cité), paroisse Sainte-Geneviève-du-Miracle-des-Ardents, rue du Marché-Palu, dans le prolongement du Petit-Pont.
Il est reçu le 28 mars 1722 à l'Académie royale de peinture et de sculpture avec le morceau de réception Hercule délivrant Hésione,. Il est nommé adjoint aux professeurs de l'Académie le 8 avril 1724.

## Œuvre
Dessinateur virtuose, Antoine Dieu réalise des œuvres peintes colorées et bien composées, avec de nombreux personnages. 
Mais sa production n'est pas encore bien établie, en l'absence de catalogue raisonné de l'artiste.
L'ensemble de ses œuvres connues comprend 120 dessins et une douzaine de tableaux. Trois cents compositions seront gravées d'après Antoine Dieu. 

## Œuvres dans les musées

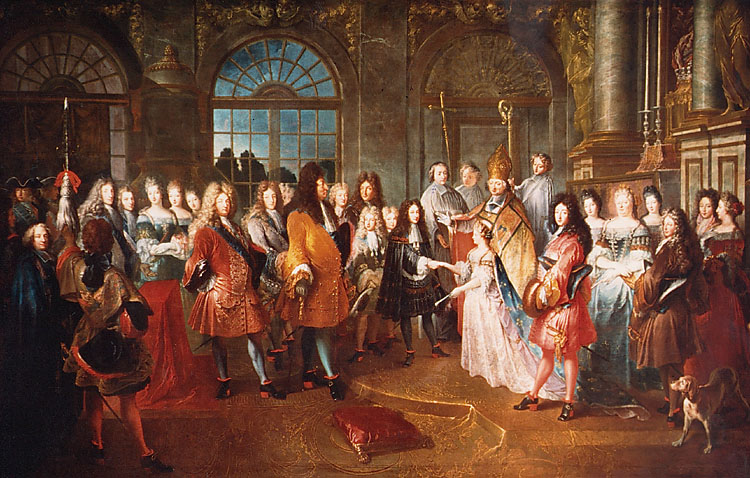
Mariage de Louis de France, Duc de Bourgogne et de Marie-Adelaïde de Savoie, 7 décembre 1697

- nd - Abigaïl offrant des présents à David (attribué à), Musée du Louvre département des Arts graphiques[9]
- nd - Dalila livrant Samson aux Philistins  (attribué à), Musée du Louvre département des Arts graphiques[10]
- nd - Le serpent d'airain (attribué à), Musée du Louvre département des Arts graphiques[11]
- nd - Soumission d'un peuple à un empereur romain (attribué à), Musée du Louvre département des Arts graphiques[12]
- nd - Esther devant Assuerus (attribué à), Musée des beaux-arts de Rouen[13]
- nd - Père Ambroise de Jésus, gravé par Nicols Pitau II, Musée des beaux-arts de Nancy[14]
- nd - Assomption de la Vierge, Musée du Louvre département des Arts graphiques[15]
- nd - Bataille entre les Romains et les Carthaginois, Musée du Louvre département des Peintures[16]
- nd - Départ de Jacob pour la Mésopotamie, musée d'art d'archéologie et de sciences naturelles de Troyes[17]
- nd - Jésus amené devant Pilate, Musée du Louvre département des Arts graphiques[18]
- nd - Jésus au milieu des docteurs, Musée du Louvre département des Arts graphiques[19]
- nd - Jésus présenté au peuple, Musée du Louvre département des Arts graphiques[20]
- nd - Minerve et les muses sur le Mont Hélicon, Musée du Louvre département des Arts graphiques[21]
- nd - Psyché portée dans l'Olympe, Musée du Louvre département des Arts graphiques[22]
- nd - Vierge de consolation, Musée des beaux-arts de Rennes[23]
- nd - Pan et Syrinx (attribué à), Musée des beaux-arts de Rennes[24]
- nd - La mort de saint François-Xavier, Musée des beaux-arts de Nancy[25]
- vers 1700 - Jeune fille jouant aux osselets, Musée national des châteaux de Versailles et de Trianon[26]
- 1715 - Mariage de Louis de France, Duc de Bourgogne, et de Marie-Adélaïde de Savoie, 7 décembre 1697, Musée national des châteaux de Versailles et de Trianon[27]
- 1715 - Naissance de Louis de France, Duc de Bourgogne, 6 août 1682, Musée national des châteaux de Versailles et de Trianon[28]
- 1718 - Allégorie du Duc d'Orléans, régent du Royaume, Musée national des châteaux de Versailles et de Trianon[29]
- n.d - Esther et Assuérus, plume, encre noire et lavis d'encre de Chine, 18.3 x 25.4 cm[30]. Paris, Beaux-Arts[31].
- La Décollation de sainte Cécile, vers 1700 (?), sanguines rouge et violacée sur papier vergé, mise au carreau à la sanguine, 27,6 x 21,5 cm, musée des Beaux-Arts d’Orléans[32].
- L’Apparition des instruments de la Passion à la Vierge à l’Enfant, vers 1710-1720 (?), sanguine et lavis gris sur papier vergé, trait d’encadrement à la sanguine, 28,5 x 32 cm, musée des Beaux-Arts d’Orléans[33].